# Your Song (песня Риты Ора)
«Your Song» — песня английской певицы Риты Ора из ее второго студийного альбома Phoenix (2018). Песня была написана Стивом Маком и Эдом Шираном, а продюсированием занимался Mac. Она была выпущена в качестве ведущего сингла с альбома для цифрового скачивания и потоковой передачи в разных странах компанией Atlantic 26 мая 2017 года. В тексте электро-поп-песни о любви, написанной в карибском стиле, Ора выражает непреодолимое желание поделиться своими эмоциями со всем миром, вдохновленная счастьем, которое приносит в ее жизнь ее парень. После своего выхода песня получила положительные отзывы музыкальных критиков, которые в основном отметили вокал Оры, а также музыку и текст песни.
«Your Song» добилась широкого успеха и вошла в топ-10 в таких странах, как Австрия, Хорватия, Бельгия, Ирландия, Люксембург, Шотландия и Великобритания, а также в топ-50 в 19 других странах. Песня возглавила американский чарт Billboard Dance Club Songs и достигла 23-й строчки в Bubbling Under Hot 100, а также 69-й строчки в Canadian Hot 100. Альбом получил несколько золотых и платиновых сертификатов в разных странах, таких как тройной золотой в Германии, двойной платиновый в Норвегии, Польше и Великобритании, а также пятикратный платиновый от Австралийской ассоциации звукозаписывающей индустрии (ARIA) в Австралии.
Премьера клипа на песню «Your Song», снятого режиссером Майклом Хауссманом в Ванкувере, состоялась на YouTube 22 июня 2017 года. В основном это видео демонстрирует Ору на заседании совета директоров, где она удивляет своих коллег, танцуя на столе и уходя. К песне было сделано четыре ремикса, в том числе в исполнении Cheat Codes и Sick Individuals. Для дальнейшей популяризации песни Ора исполнила ее в 2017 году на ряде телевизионных мероприятий и шоу, в том числе на The Ellen DeGeneres Show, The Tonight Show с Джимми Фэллоном в главной роли, MTV Europe Music Awards и Teen Choice Awards.

## Предыстория и композиция

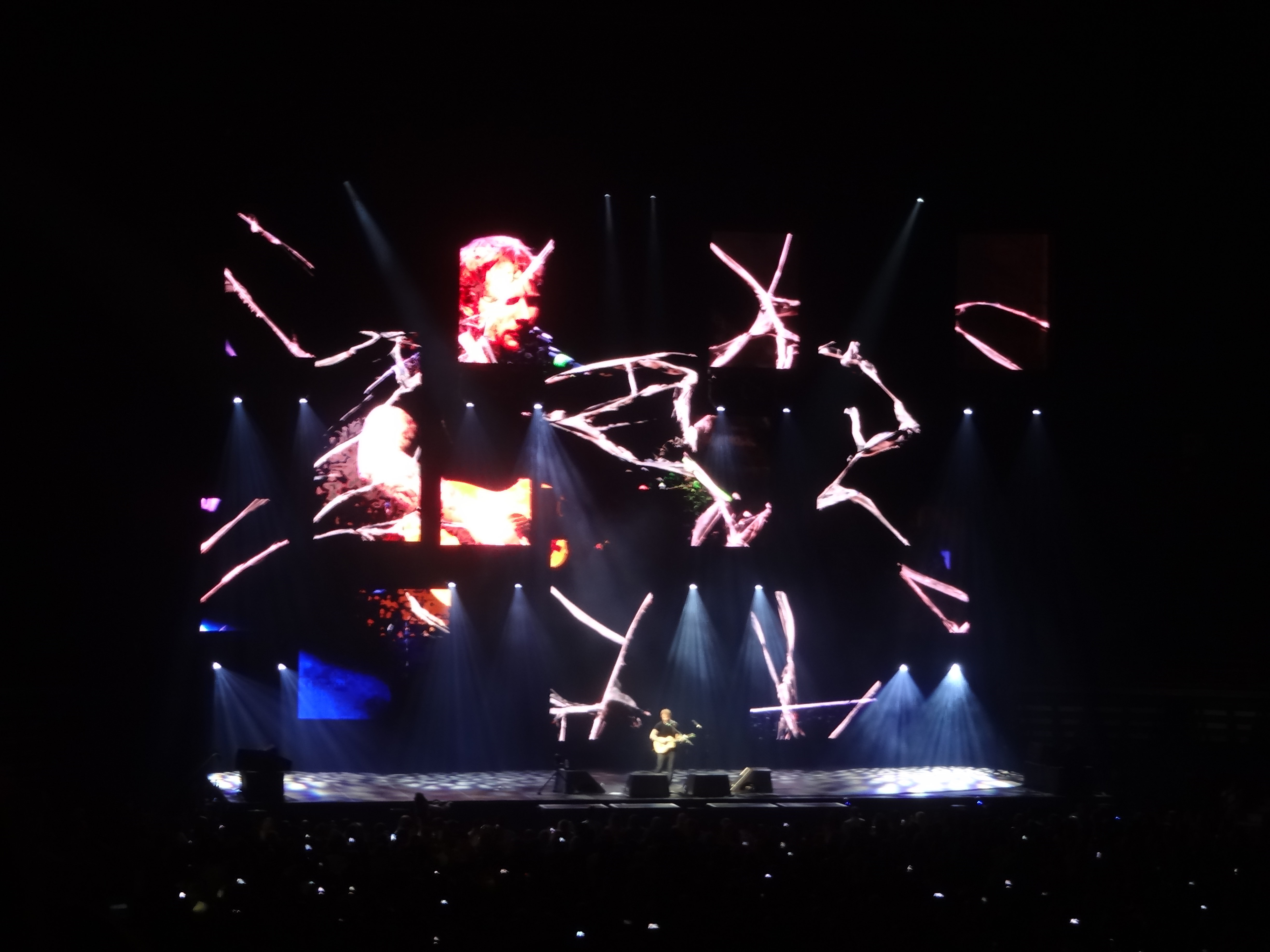
Песня «Your Song», посвященная первому сотрудничеству с Орой, была написана Эдом Шираном

В июне 2016 года Ора подписала контракт с британским дочерним лейблом Atlantic и приступила к созданию своего второго студийного альбома в продолжение Ora (2012). После того, как в мае 2017 года певица опубликовала в социальных сетях «Your Song», она объявила официальную дату релиза премьера песни состоялась 26 мая. Песня была написана Стивом Маком и Эдом Шираном, а продюсирование было завершено Маком. Ора отметила свое сотрудничество с Маком и Шираном, назвав их «одними из самых талантливых авторов песен нашего времени». Далее она прокомментировала: «Мы с Эдом дружим с подросткового возраста. Это потрясающе — иметь возможность поработать с ним над моим первым синглом — мы определенно подходим к этому творчески». Песня была выпущена для цифрового скачивания и трансляции в разных странах лейблом Atlantic в запланированную дату в качестве ведущего сингла с альбома Phoenix (2018).
«Your Song», длящаяся три минуты, была написана в тональности ля минор и в ритме обычного времени с темпом 118 ударов в минуту. Это минималистичная песня в карибском стиле, энергичный электро-поп и свежая, а также летняя поп-песня о любви. В песне, посвященной бурному роману, Ору переполняет чувство радости, поскольку она жаждет поделиться своими эмоциями со всем миром, и все это благодаря счастью, которое приносит в ее жизнь ее парень. Она выражает свои чувства, напевая такие строки, как, «Я хочу слышать только песни о любви/ Сегодня вечером я нашел свое сердце в этом месте/ Больше не хочу петь безумные песни/ Хочу петь только твою песню / Потому что твоя песня заставляет меня чувствовать, что я влюблен».

## Критический прием
После своего выхода «Your Song» получила высокие оценки музыкальных критиков. Описав ее как «радостную», Уилл Батлер из NME похвалил как музыку, так и текст песни.[ Дуглас Гринвуд (Douglas Greenwood) из журнала correspondent назвал его «таким скромным синглом для возвращения, который так освежает в эпоху гордо-конфронтационной поп-музыки „fuck you“, написанной для женщин». Джейсон Липшутц из Billboard отметил, что Ора излучала уверенность, и назвал песню «легкой, великолепной» и «хорошо продуманной». Людовик Хантер-Тилни из Financial Times назвал ее «очаровательной»., быстроногий романтический поп". Хейдон Бенфилд из журнала «Knowned for Sound» особо отметил вокал Оры и сотрудничество с Маком и Шираном, которые, по его словам, «создали для нее легкий и объемный трек, демонстрирующий ее слегка прокуренный, проникновенный вокал». Александра Поллард из The Independent охарактеризовала песню как «меньше значит больше» и назвала ее «минималистским флиртом между барабанами и вокалом». Джулиан Болдсинг (Julian Baldsing) из The Line of Best Fit отметил, что песня «снова отражает то, что теперь стало новой визитной карточкой Риты — эмоционально насыщенные поп-треки».
Рауль Гильен из Jenesaispop назвал песню «Shape of You» (2017) собственного сочинения Оры и признал, что у нее есть все шансы стать хитом. Льюис Корнер (Lewis Corner) из Gay Times отметил, что песня «пробудила ненасытный аппетит стриминговых пользователей к поп-музыке», которая «дополнена яркой электроникой [и] чистым восторгом от того, что ты любишь, в тягучей мелодии». В неоднозначной рецензии Джон Парелес из New York Times счел, что в песне сочетаются «чувственность» Оры и «клиническая точность синти-попа», и далее написал, что в ней «присутствует искусственная страсть»., оценивая свои собственные последствия". Роберт Лосс из PopMatters сравнил рифф песни с обычным рингтоном для мобильного телефона, сказав: «В „lived experience“ нет ничего более синтезирующего, чем это». В рецензии на Phoenix Мальвика Падин из Clash оценила песню и другие синглы альбома, такие как «Lonely Together» (2017) и «For You» (2018), чтобы «заставить вас нажать кнопку повтора, несмотря на то, что вы слышали их раньше». Нил З. Енг из AllMusic назвал эту песню, а также «For You» и «Let You Love Me» (2018) «самыми чистыми поп-моментами» на альбоме.

## Коммерческие показатели
В Соединенном Королевстве «Your Song» достигла 13-й строчки в UK Singles Chart 8 июня 2017 года и достигла седьмого места в выпуске от 13 июля, став второй по успеху песней Ora после «Anywhere»." (2017). В мае 2020 года песня получила двойную платиновую сертификацию от Британской фонографической индустрии (BPI) за тираж более 1 400 000 экземпляров в Великобритании. В Австралии он достиг 12-й строчки в чарте синглов ARIA, а в Новой Зеландии — 16-й строчки в чарте синглов Новой Зеландии. В период с 2017 по 2022 год, «Your Song» получил тройную платиновую сертификацию от Recorded Music New Zealand (RMNZ) в Новой Зеландии и пятикратную платиновую награду от Австралийской ассоциации звукозаписывающей индустрии (ARIA) в Австралии за продажи более 90 000 и 350 000 экземпляров соответственно. В Канаде песня достигла 68-й строчки в рейтинге Canadian Hot 100 в выпуске от 22 июля 2017 года, проведя в общей сложности 12 недель в рейтинге. В апреле 2018 года он получил платиновую сертификацию от Music Canada (MC) за распространение более 80 000 копий в Канаде. В Соединенных Штатах, «Your Song» достигла вершины чарта Billboard Dance Club Songs и 26 августа 2017 года достигла 23-й строчки в Bubbling Under Hot 100. В марте 2019 года песня получила золотую сертификацию от Американской ассоциации звукозаписывающей индустрии (RIAA) в США за продажи более чем в 100 странах МИРА. 500 000 единиц измерения.
В других странах «Your Song» вошла в топ-10 в Австрии, регионе Фландрия в Бельгии, Ирландии и Шотландии. Другие позиции в топ-50 были достигнуты в Хорватии, Чехии, Дании, Финляндии, Франции, Германии, Венгрии, Нидерландах, Норвегии, Польша, Португалия, Словакия, Испания, Швеция, Швейцария и бельгийский регион Валлония. Кроме того, песня достигла четвертого места в рейтинге продаж цифровых песен Billboard Euro., продержавшись в чарте в общей сложности 17 недель. Альбом получил золотую сертификацию в Австрии, Франции, Португалии и Швеции, а также тройную золотую награду от Bundesverband Musikindustrie в Германии. Песня получила платиновую сертификацию в Бельгии, Бразилии, Дании, Италия, Нидерланды и Швейцария. Кроме того, он получил двойную платиновую награду от IFPI Norway в Норвегии и от Польского общества звукозаписывающей промышленности (ZPAV) в Польше за тираж более 120 000 и 100 000 единиц соответственно.

## Музыкальное видео и промо-акция
Сопроводительное музыкальное видео было снято в Ванкувере, Канада, и загружено на YouTube-канал Ora 22 июня 2017 года. Режиссером выступил Майкл Хауссман., в ролике Ора представлена на заседании совета директоров, где она удивляет своих коллег, танцуя на столе и уходя. Закулисные кадры с разных этапов съемок были опубликованы на платформе 28 июня 2017 года. Музыкальное видео начинается с того, что Ора стоит на фоне горизонта на пляже рядом с мужчиной, в которого она, похоже, влюблена. Затем сцена переносится в зал заседаний, где Ора сидит во главе стола для совещаний в окружении группы татуированных мужчин, которые хранят молчание на протяжении всего заседания. Она вспоминает о предыдущей ночи, Ора танцует и прогуливается по офисному зданию, постепенно снимая с себя одежду, пока не добирается до парковки. Затем она садится в красный BMW и едет задним ходом по Лондону, возвращаясь во времени к тому моменту, когда она была со своим мужчиной ранее в тот день.
Четыре ремикса на «Your Song», в том числе в исполнении американского диск-жокея Cheat Codes и голландского диск-жокея Sick Individuals, сопровождали релиз сингла в период с июля по сентябрь 2017. За день до официального релиза Ора исполнила песню для впервые это произошло во время благотворительного гала-концерта amfAR на Каннском кинофестивале 25 мая 2017 года. 28 мая певица повторила свое выступление на Big Weekend на BBC Radio 1 в Халле, Англия. Затем она представила песню на нескольких ток-шоу, включая Quotidien, 30 июня., «Вечернее шоу» с Джимми Фэллоном в главной роли состоится 18 июля, а «Шоу Эллен Дедженерес» — 3 октября. Ора продолжила исполнять песню на Teen Choice Awards 13 августа, на MTV Europe Music Awards 12 ноября, на Bambi Awards 16 ноября и на Echo Music Prize 12 апреля 2018 года.